# کلود لوی-استروس
کلود لوی استروس (به فرانسوی: Claude Lévi-Strauss) ‏ (۲۸ نوامبر ۱۹۰۸ – ۳۰ اکتبر ۲۰۰۹) قوم‌شناس و انسان‌شناس فرانسوی و از نظریه‌پردازان انسان‌شناسی مدرن بود که در تمامی حوزه‌های کلیدی آن نظریاتی ارائه کرده‌ بود. نام وی با ساختارگرایی عجین شده‌ است. از دیدگاه لوی استروس، هدف انسان‌شناسی ساختارگرا، رسوخ به لایه‌های زیرینِ سطحها و تمرکز بر روی «سازوکارها» به جای تمرکز بر روی مردمان و رفتارهایشان است. لوی استروس این رویکرد را بعدها بیشتر توسعه داد و در آثار بعدی خود، برای واکاوی برجسته‌تر اسطوره ها بکار گرفت. وی مشتاق بود که اسطوره‌ها را به یکاهای تشکیل دهنده آن فرو بکاهد و نشان دهد که چگونه ترکیب این یکاها، می‌تواند در راستای مرزهای متضادی که میان مرگ و زندگی، طبیعت و فرهنگ، و مواد خام و خوراک وجود دارد، درک شود. او معتقد بود که این تضادها، به توضیح گوناگونی‌های وضع شده در ساخت اسطوره یاری می‌رساند و این نکته‌ای است که نشان می‌دهد با قرار دادن اسطوره‌ها به زیر عنوان «جهانی» نمی‌توان دریافتی از آن را آشکار ساخت.

## زندگی
او در ۲۸ نوامبر ۱۹۰۸ در بروکسل به دنیا آمد و کودکی‌اش را در محله شانزدهم پاریس در خیابان نیکولا پوسن نقاش قرن هفدهم میلادی گذراند. پدرش نقاش بود و جد پدری‌اش موسیقی‌دان و رهبر ارکستر بود. در نوجوانی به دنبال طراحی لباس و اپرا بود. و در جوانی از اعضای فعال حزب سوسیالیست فرانسه شد.
لوی استروس در رشته حقوق و فلسفه تحصیل کرد و پس از آن تا سال ۱۹۳۵ در دبیرستانی فلسفه درس می‌داد. در آن سال برای تدریس جامعه‌شناسی به دانشگاه سائوپائولوی برزیل رفت و در آنجا به تحقیق دربارهٔ قبایل بدوی آمریکای جنوبی پرداخت.
در ۱۹۴۳ در نیویورک مشغول نوشتن پایان‌نامه دکترای خود به نام ساختارهای ابتدایی خویشاوندی شد. در آنجا همراه با آندره برتون، ماکس ارنست و جورج دونویی به خرید اشیاء هنری سرخ‌پوستان می‌پرداخت. همچنین با رومن یاکوبسن زبان‌شناس آشنا شد که تأثیر زیادی در تشکیل مردم‌شناسی ساختاری او داشت.
در ۱۹۴۷ به فرانسه بازگشت و در ۱۹۵۹ استاد مردم‌شناسی کلژ دو فرانس شد که در سال ۱۹۸۲ کار تدریس در آنجا را رها کرد. در ۱۹۷۳ به عضویت فرهنگستان فرانسه درآمد. او در تحقیقات خود در رابطه با قبایل ابتدایی به نقد اندیشمندانی همچون امیل دورکیم و زیگموند فروید پرداخت. در سال ۱۹۶۲ به توتم‌باوری که چهل سال در آن تحقیقی جدی صورت نمی‌گرفت جانی تازه داد و آنرا دوباره وارد محافل علمی کرد و در همان سال با انتشار کتاب تفکر وحشی شور عجیبی در مسائل مردم‌شناسی ایجاد کرد.

## ترجمه به فارسی
- نژاد و تاریخ، ترجمه ابوالحسن نجفی، پژوهشکده علوم ارتباطی و توسعه ایران، 1358.
- اسطوره و معنا، ترجمه شهرام خسروی، نشر مرکز، 1376.
- اسطوره و تفکر مدرن، مترجمان: فاضل لاریجانی، علی جهان‌پولاد، ناشر: فرزان روز، 1390.
- توتمیسم، ترجمه: مسعود راد، نشر توس، 1397.